# Bełowo
Bełowo (bułg. Белово) – miasto w Bułgarii, w obwodzie Pazardżik, siedziba gminy Bełowo. W 2019 roku liczyło 3 315 mieszkańców.